# 1980 World Tour
1980 World Tour – czwarta solowa trasa koncertowa Eltona Johna; w jej trakcie odbyły się sześćdziesiąt trzy koncerty.

## Program koncertów
1. "Funeral for a Friend"/"Love Lies Bleeding"
2. "Tiny Dancer"
3. "Goodbye Yellow Brick Road"
4. "All the Girls Love Alice"
5. "Rocket Man"
6. "Sartorial Eloquence"
7. "Philadelphia Freedom"
8. "Sorry Seems To Be The Hardest Word"
9. "Saturday Night" (cover Nigela Olssona)
10. "All I Want Is You" (cover Nigela Olssona)
11. "Saturday's Night Alright for Fighting"
12. "Harmony"
13. "White Lady, White Powder"
14. "Little Jeannie"
15. "Bennie and the Jets"
16. "Imagine" (cover Johna Lennona)
17. "Ego"
18. "Have Mercy on the Criminal"
19. "Someone Saved My Life Tonight"
20. "Your Song"
21. "Bite Your Lip"

## Lista koncertów
1. 4 września 1980 – Madison, Wisconsin, USA – Dane County Coliseum
2. 5 września 1980 – Rosemont, Illinois, USA – Rosemont Horizon
3. 6 września 1980 – Detroit, Michigan, USA – Joe Louis Arena
4. 7 września 1980 – Toronto, Kanada – Maple Leaf Gardens
5. 8 września 1980 – Toronto, Kanada – Maple Leaf Gardens
6. 9 września 1980 – Montreal, Kanada – Forum de Montreal
7. 11 września 1980 – Providence, Rhode Island, USA – Providence Civic Center
8. 12 września 1980 – Hartford, Connecticut, USA – Hartford Civic Center
9. 13 września 1980 – Nowy Jork, USA – Madison Square Garden
10. 16 września 1980 – Baltimore, Maryland, USA – Baltimore Civic Center
11. 18 września 1980 – Charlotte, Karolina Północna, USA – Charlotte Coliseum
12. 19 września 1980 – Columbia, Karolina Południowa, USA – Carolina Coliseum
13. 20 września 1980 – Raleigh, Karolina Północna, USA – Reynolds Coliseum
14. 23 września 1980 – Hampton, Wirginia, USA – Hampton Coliseum
15. 25 września 1980 – Oxford, Ohio, USA – Millett Hall
16. 26 września 1980 – Lexington, Kentucky, USA – Rupp Arena
17. 27 września 1980 – Indianapolis, Indiana, USA – Market Square Arena
18. 28 września 1980 – Toledo, Ohio, USA – Centennial Hall
19. 29 września 1980 – Richfield, Ohio, USA – Richfield Coliseum
20. 2 października 1980 – West Lafayette, Indiana, USA – Elliott Hall of Music
21. 3 października 1980 – Carbondale, Illinois, USA – SIU Arena
22. 4 października 1980 – Champaign, Illinois, USA – Assembly Hall
23. 5 października 1980 – Lincoln, Nebraska, USA – Bob Devaney Sports Center
24. 7 października 1980 – Tulsa, Oklahoma, USA – Tulsa Convention Center
25. 9 października 1980 – Oklahoma City, Oklahoma, USA – Myriad Convention Center
26. 10 października 1980 – Kansas City, Missouri, USA – Kemper Arena
27. 11 października 1980 – Ames, Iowa, USA – Hilton Coliseum
28. 14 października 1980 – Houston, Teksas, USA – The Summit
29. 15 października 1980 – Austin, Teksas, USA – Special Events Center
30. 16 października 1980 – Dallas, Teksas, USA – Reunion Arena
31. 18 października 1980 – Denver, Kolorado, USA – McNichols Sports Arena
32. 20 października 1980 – Portland, Oregon, USA – Portland Memorial Coliseum
33. 21 października 1980 – Seattle, Waszyngton, USA – Seattle Center Coliseum
34. 24 października 1980 – Oakland, Kalifornia, USA – Oakland-Alameta County Coliseum
35. 26 października 1980 – Tucson, Arizona, USA – Tucson Convention Center
36. 28 października 1980 – Tempe, Arizona, USA – ASU Activities Center
37. 29 października 1980 – San Diego, Kalifornia, USA – San Diego Sports Arena
38. 1 listopada 1980 – Anaheim, Kalifornia, USA – Anaheim Convention Center
39. 2 listopada 1980 – Anaheim, Kalifornia, USA – Anaheim Convention Center
40. 6 listopada 1980 – Inglewood, Kalifornia, USA – Kia Forum
41. 7 listopada 1980 – Inglewood, Kalifornia, USA – The Forum
42. 8 listopada 1980 – Inglewood, Kalifornia, USA – The Forum
43. 9 listopada 1980 – Inglewood, Kalifornia, USA – The Forum
44. 14 listopada 1980 – Honolulu, Hawaje, USA – Neal S. Blaisdell Center
45. 15 listopada 1980 – Honolulu, Hawaje, USA – Neal S. Blaisdell Center
46. 16 listopada 1980 – Honolulu, Hawaje, USA – Neal S. Blaisdell Center
47. 22 listopada 1980 – Auckland, Nowa Zelandia – Western Springs Stadium
48. 26 listopada 1980 – Wellington, Nowa Zelandia – Athletic Park
49. 30 listopada 1980 – Sydney, Australia – Hordern Pavilion
50. 1 grudnia 1980 – Sydney, Australia – Hordern Pavilion
51. 2 grudnia 1980 – Sydney, Australia – Hordern Pavilion
52. 3 grudnia 1980 – Sydney, Australia – Hordern Pavilion
53. 6 grudnia 1980 – Brisbane, Australia – Brisbane Festival Hall
54. 7 grudnia 1980 – Brisbane, Australia – Brisbane Festival Hall
55. 8 grudnia 1980 – Brisbane, Australia – Brisbane Festival Hall
56. 9 grudnia 1980 – Brisbane, Australia – Brisbane Festival Hall
57. 11 grudnia 1980 – Brisbane, Australia – Brisbane Festival Hall
58. 12 grudnia 1980 – Brisbane, Australia – Brisbane Festival Hall
59. 13 grudnia 1980 – Brisbane, Australia – Brisbane Festival Hall
60. 16 grudnia 1980 – Adelaide, Australia – Memorial Drive Park
61. 20 grudnia 1980 – Perth, Australia – Entertainment Centre
62. 21 grudnia 1980 – Perth, Australia – Entertainment Centre
63. 22 grudnia 1980 – Perth, Australia – Entertainment Centre

## Muzycy
- Elton John – wokal prowadzący, fortepian
- Richie Zito – gitara prowadząca, chórki
- Tim Renwick – gitara rytmiczna, chórki
- Dee Murray – gitara basowa, chórki
- Nigel Olsson – perkusja, chórki
- James Newton Howard – keyboardy, pianino elektroniczne, chórki